# جامیه چوآ
جامیه چوآ (انگلیسی: Jamie Chua؛ زادهٔ ۲۴ اکتبر ۱۹۷۳) تاجر، کارآفرین، اینفلوئنسر و مهماندار هواپیما اهل سنگاپور است.

## حرفه
چوآ به عنوان یک مهماندار هواپیما برای سنگاپور ایرلاینز کار می‌کرد که پس از ازدواج، چوای کار خود را برای خطوط هوایی متوقف کرد و در تجارت به شوهرش پیوست. او و همسرش یک شرکت کفش را با نام Cloud 9 Lifestyle به تأسیس کردند. در سال ۲۰۰۷ چوآ اولین بوتیک کفش مانولو بلانیک را در جنوب شرق آسیا در هتل هیلتون افتتاح کرد. او در سال ۲۰۱۰ یکی دیگر از خلیج مارینا را باز کرد.
او مؤسس چند برند در زمینه مد و لوازم لوکس است. او پس از پانزده سال زندگی در سال ۲۰۱۰ درخواست طلاق داد و در سال ۲۰۱۱ از همسرش جد شد و بخشی از اموال همسرسابقش را تصاحب کرد. او بیش از ۸۰۶٫۰۰۰ دنبال‌کننده در اینستاگرام دارد.